# Deborra-Lee Furness
Deborra-Lee Furness (n. 30 noiembrie 1955) este o actriță australiană, regizor și producător. Furness a fost căsătorită cu actorul Hugh Jackman.

## Biografie
Furness este o absolventă a Academiei Americane de Artă Dramatică din New York. Ea l-a cunoscut pe actorul Hugh Jackman când au jucat împreună în serialul australian Correlli în 1995 și s-au căsătorit în februarie 1996. Ei au adoptat doi copii: Oscar Maximilian Jackman, născut în 15 mai 2000 și Ava Eliot Jackman, născută în 10 iulie 2005.
Furness este și parteneră în cadrul companiei de producție pe care au înființat-o Jackman și John Palermo, Seed Productions.
În 2000 Furness a fost nominalizată pentru cea mai bună interpretare a unei actrițe în rol secundar la Televiziune, un premiu dramatic acordat de Institutul Australian de Film.
În 2006 Institutul Australian de Film a nominalizat-o pe Furness ca cea mai bună actriță pentru rolul din filmul Jindabyne al lui Ray Lawrence. Ea a pierdut și Susie Porter, cu rolul din The Caterpillar Wish a câștigat. Furness a câștigat același premiu la Cercul Criticilor de Film din Australia.

## Filmografie
- 1979: Prisoner ca Connie
- 1985: Neighbours ca Linda
- 1985: The Flying Doctors ca Fran
- 1988: Shame ca Asta Cadell
- 1991: The Voyager ca Ivy
- 1991: Waiting ca Diane
- 1992: Newsies ca Esther Jacobs
- 1993: Singapore Sling (televiziune) ca Annie
- 1993: Stark (televiziune) ca Chrissie
- 1994: Halifax f.p: The Feeding (televiziune) ca Brigit Grant
- 1995: Fire ca Dolores Kennedy
- 1995: Angel Baby ca Louise Goodman
- 1995: Correlli (Fernsehserie) ca Louisa Correlli
- 1998: The Real Macaw ca Beth Girdis
- 2000: SeaChange (Episodul Hungi Jury) ca Vicki Drury
- 2006: Jindabyne ca Jude
- 2008: Sleepwalking ca Danni
- 2008: Beautiful ca Mrs Thomson
- 2009: Blessed